# 武藤仁叟
武藤 仁叟（むとう じんそう、1898年8月2日 - 1974年）は、日本の臨済宗僧。本名は武藤叟（仁叟は僧名）。

## 経歴・人物
川上庄治郎の三男として福岡市に生まれ、武藤曜厳の養子となる。1905年仏門に入る。1918年福岡県立中学修猷館を卒業する。
1920年以来数回にわたって渡欧米しており、1930年パリに滞在経験のある画家、作家、ジャーナリスト、実業家の社交団体である巴里会の創立に中心となって参画し、幹事長を務めた。ここで藤田嗣治などと交流している。
1943年タイに渡り、日本文化図書館を設立し館長に就任。帰国後、盤谷(バンコク)会を組織し代表者となる。
その後、日本タイ協会理事、日本国際連合協会東京都本部常任理事などを歴任した。